# Qualificazioni al campionato mondiale maschile under 21 di pallavolo 2007 (CEV)

## Regolamento
Le squadre europee, ad eccezione della Russia vincitrice del campionato europeo under 20 2006, hanno disputato due fasi a gironi con la formula del girone all'italiana: le prime classificate dei gironi della seconda fase hanno acceduto al Campionato mondiale maschile under 21 di pallavolo 2007.

## Squadre partecipanti
- Austria
- Bielorussia
- Bulgaria
- Croazia
- Finlandia
- Francia
- Germania
- Grecia
- Italia
- Montenegro
- Norvegia
- Paesi Bassi
- Polonia
- Romania
- Serbia
- Slovacchia
- Slovenia
- Turchia
- Ucraina

## Torneo

### Prima fase
| Girone A   |
| ---------- |
| Grecia     |
| Montenegro |
| Norvegia   |

#### Risultati
| 4 maggio 2007 Elli Mistakidou National S. H., Giannitsa Durata: ? - Spettatori: 300 | Norvegia   | 0 - 3 | Montenegro | 11-25, 19-25, 14-25 |
| 5 maggio 2007 Elli Mistakidou National S. H., Giannitsa Durata: ? - Spettatori: 600 | Grecia     | 3 - 0 | Norvegia   | 25-20, 25-21, 25-18 |
| 6 maggio 2007 Elli Mistakidou National S. H., Giannitsa Durata: ? - Spettatori: 700 | Montenegro | 3 - 0 | Grecia     | 25-17, 27-25, 25-17 |

#### Classifica
| Pos | Squadra    | Pt | G | V | P | SV | SP | Ratio | PF  | PS  | Ratio |
| --- | ---------- | -- | - | - | - | -- | -- | ----- | --- | --- | ----- |
| 1   | Montenegro | 4  | 2 | 2 | 0 | 6  | 0  | MAX   | 152 | 103 | 1.476 |
| 2   | Grecia     | 3  | 2 | 1 | 1 | 3  | 3  | 1.000 | 134 | 136 | 0.985 |
| 3   | Norvegia   | 2  | 2 | 0 | 2 | 0  | 6  | 0.000 | 103 | 150 | 0.687 |

### Seconda fase
| Girone A | Girone B    | Girone C    |
| -------- | ----------- | ----------- |
| Bulgaria | Austria     | Bielorussia |
| Francia  | Croazia     | Germania    |
| Grecia   | Finlandia   | Montenegro  |
| Polonia  | Italia      | Romania     |
| Turchia  | Paesi Bassi | Serbia      |
| Ucraina  | Slovacchia  | Slovenia    |

#### Girone A

##### Risultati
| 23 maggio 2007 Sportna zala Orlovec, Gabrovo Durata: ? - Spettatori: 150   | Turchia  | 3 - 0 | Grecia   | 25-15, 25-14, 25-13               |
| 23 maggio 2007 Sportna zala Orlovec, Gabrovo Durata: ? - Spettatori: 550   | Bulgaria | 3 - 0 | Ucraina  | 25-20, 25-21, 25-14               |
| 23 maggio 2007 Sportna zala Orlovec, Gabrovo Durata: ? - Spettatori: 250   | Francia  | 3 - 0 | Polonia  | 25-22, 25-23, 25-19               |
| 24 maggio 2007 Sportna zala Orlovec, Gabrovo Durata: ? - Spettatori: 150   | Ucraina  | 3 - 2 | Grecia   | 25-20, 16-25, 20-25, 25-16, 16-14 |
| 24 maggio 2007 Sportna zala Orlovec, Gabrovo Durata: ? - Spettatori: 650   | Bulgaria | 3 - 1 | Francia  | 23-25, 30-28, 25-22, 28-26        |
| 24 maggio 2007 Sportna zala Orlovec, Gabrovo Durata: ? - Spettatori: 250   | Polonia  | 3 - 0 | Turchia  | 25-14, 25-17, 25-12               |
| 25 maggio 2007 Sportna zala Orlovec, Gabrovo Durata: ? - Spettatori: 200   | Francia  | 3 - 1 | Ucraina  | 31-29, 23-25, 25-16, 25-18        |
| 25 maggio 2007 Sportna zala Orlovec, Gabrovo Durata: ? - Spettatori: 950   | Bulgaria | 3 - 1 | Turchia  | 25-17, 25-15, 23-25, 25-17        |
| 25 maggio 2007 Sportna zala Orlovec, Gabrovo Durata: ? - Spettatori: 150   | Grecia   | 0 - 3 | Polonia  | 23-25, 21-25, 22-25               |
| 26 maggio 2007 Sportna zala Orlovec, Gabrovo Durata: ? - Spettatori: 150   | Francia  | 3 - 0 | Turchia  | 25-18, 25-21, 25-15               |
| 26 maggio 2007 Sportna zala Orlovec, Gabrovo Durata: ? - Spettatori: 550   | Bulgaria | 3 - 0 | Grecia   | 25-21, 25-19, 25-14               |
| 26 maggio 2007 Sportna zala Orlovec, Gabrovo Durata: ? - Spettatori: 250   | Ucraina  | 3 - 2 | Polonia  | 25-27, 17-25, 25-28, 30-28, 16-14 |
| 27 maggio 2007 Sportna zala Orlovec, Gabrovo Durata: ? - Spettatori: 150   | Grecia   | 0 - 3 | Francia  | 14-25, 18-25, 20-25               |
| 27 maggio 2007 Sportna zala Orlovec, Gabrovo Durata: ? - Spettatori: 1 450 | Polonia  | 1 - 3 | Bulgaria | 16-25, 25-22, 23-25, 17-25        |
| 27 maggio 2007 Sportna zala Orlovec, Gabrovo Durata: ? - Spettatori: 150   | Turchia  | 3 - 2 | Ucraina  | 25-22, 26-28, 25-21, 22-25, 15-12 |

##### Classifica
| Pos | Squadra  | Pt | G | V | P | SV | SP | Ratio | PF  | PS  | Ratio |
| --- | -------- | -- | - | - | - | -- | -- | ----- | --- | --- | ----- |
| 1   | Bulgaria | 10 | 5 | 5 | 0 | 15 | 3  | 5.000 | 451 | 365 | 1.236 |
| 2   | Francia  | 9  | 5 | 4 | 1 | 13 | 4  | 3.250 | 430 | 364 | 1.181 |
| 3   | Polonia  | 7  | 5 | 2 | 3 | 9  | 9  | 1.000 | 412 | 394 | 1.046 |
| 4   | Ucraina  | 7  | 5 | 2 | 3 | 9  | 13 | 0.692 | 466 | 509 | 0.916 |
| 5   | Turchia  | 7  | 5 | 2 | 3 | 7  | 11 | 0.636 | 359 | 398 | 0.902 |
| 6   | Grecia   | 5  | 5 | 0 | 5 | 2  | 15 | 0.133 | 314 | 402 | 0.781 |

#### Girone B

##### Risultati
| 23 maggio 2007 City Sport Hall, Bardejov Durata: ? - Spettatori: 80    | Croazia     | 0 - 3 | Finlandia   | 23-25, 22-25, 22-25        |
| 23 maggio 2007 City Sport Hall, Bardejov Durata: ? - Spettatori: 400   | Slovacchia  | 3 - 0 | Austria     | 25-15, 25-17, 25-16        |
| 23 maggio 2007 City Sport Hall, Bardejov Durata: ? - Spettatori: 250   | Paesi Bassi | 0 - 3 | Italia      | 16-25, 24-26, 25-27        |
| 24 maggio 2007 City Sport Hall, Bardejov Durata: ? - Spettatori: 60    | Finlandia   | 3 - 1 | Austria     | 25-21, 22-25, 25-11, 29-27 |
| 24 maggio 2007 City Sport Hall, Bardejov Durata: ? - Spettatori: 1 000 | Italia      | 3 - 1 | Slovacchia  | 25-13, 25-27, 25-20, 25-20 |
| 24 maggio 2007 City Sport Hall, Bardejov Durata: ? - Spettatori: 180   | Croazia     | 0 - 3 | Paesi Bassi | 21-25, 17-25, 25-27        |
| 25 maggio 2007 City Sport Hall, Bardejov Durata: ? - Spettatori: 70    | Austria     | 0 - 3 | Italia      | 20-25, 20-25, 13-25        |
| 25 maggio 2007 City Sport Hall, Bardejov Durata: ? - Spettatori: 400   | Slovacchia  | 3 - 0 | Croazia     | 25-17, 25-19, 25-12        |
| 25 maggio 2007 City Sport Hall, Bardejov Durata: ? - Spettatori: 150   | Paesi Bassi | 3 - 1 | Finlandia   | 25-15, 22-25, 25-18, 25-23 |
| 26 maggio 2007 City Sport Hall, Bardejov Durata: ? - Spettatori: 70    | Croazia     | 3 - 1 | Austria     | 22-25, 25-21, 25-19, 30-28 |
| 26 maggio 2007 City Sport Hall, Bardejov Durata: ? - Spettatori: 700   | Paesi Bassi | 0 - 3 | Slovacchia  | 23-25, 18-25, 19-25        |
| 26 maggio 2007 City Sport Hall, Bardejov Durata: ? - Spettatori: 300   | Finlandia   | 1 - 3 | Italia      | 25-18, 12-25, 23-25, 15-25 |
| 27 maggio 2007 City Sport Hall, Bardejov Durata: ? - Spettatori: 80    | Austria     | 0 - 3 | Paesi Bassi | 14-25, 12-25, 17-25        |
| 27 maggio 2007 City Sport Hall, Bardejov Durata: ? - Spettatori: 150   | Italia      | 3 - 0 | Croazia     | 25-19, 25-17, 25-13        |
| 27 maggio 2007 City Sport Hall, Bardejov Durata: ? - Spettatori: 850   | Slovacchia  | 3 - 0 | Finlandia   | 25-19, 25-18, 25-20        |

##### Classifica
| Pos | Squadra     | Pt | G | V | P | SV | SP | Ratio | PF  | PS  | Ratio |
| --- | ----------- | -- | - | - | - | -- | -- | ----- | --- | --- | ----- |
| 1   | Italia      | 10 | 5 | 5 | 0 | 15 | 2  | 7.500 | 421 | 322 | 1.308 |
| 2   | Slovacchia  | 9  | 5 | 4 | 1 | 13 | 3  | 4.333 | 380 | 313 | 1.214 |
| 3   | Paesi Bassi | 8  | 5 | 3 | 2 | 9  | 7  | 1.286 | 374 | 340 | 1.100 |
| 4   | Finlandia   | 7  | 5 | 2 | 3 | 8  | 10 | 0.800 | 389 | 416 | 0.935 |
| 5   | Croazia     | 6  | 5 | 1 | 4 | 3  | 13 | 0.231 | 329 | 395 | 0.833 |
| 6   | Austria     | 5  | 5 | 0 | 5 | 2  | 15 | 0.133 | 321 | 428 | 0.750 |

#### Girone C

##### Risultati
| 23 maggio 2007 Športna Dvorana Ljudski Vrt, Maribor Durata: ? - Spettatori: 50  | Bielorussia | 3 - 0 | Romania     | 25-21, 25-18, 25-13               |
| 23 maggio 2007 Športna Dvorana Ljudski Vrt, Maribor Durata: ? - Spettatori: 80  | Germania    | 0 - 3 | Montenegro  | 18-25, 24-26, 23-25               |
| 23 maggio 2007 Športna Dvorana Ljudski Vrt, Maribor Durata: ? - Spettatori: 450 | Serbia      | 0 - 3 | Slovenia    | 20-25, 19-25, 21-25               |
| 24 maggio 2007 Športna Dvorana Ljudski Vrt, Maribor Durata: ? - Spettatori: 50  | Bielorussia | 3 - 0 | Germania    | 25-22, 25-20, 26-24               |
| 24 maggio 2007 Športna Dvorana Ljudski Vrt, Maribor Durata: ? - Spettatori: 75  | Montenegro  | 0 - 3 | Serbia      | 18-25, 17-25, 16-25               |
| 24 maggio 2007 Športna Dvorana Ljudski Vrt, Maribor Durata: ? - Spettatori: 300 | Romania     | 0 - 3 | Slovenia    | 18-25, 24-25, 23-25               |
| 25 maggio 2007 Športna Dvorana Ljudski Vrt, Maribor Durata: ? - Spettatori: 80  | Serbia      | 3 - 2 | Bielorussia | 25-16, 20-25, 21-25, 25-21, 15-13 |
| 25 maggio 2007 Športna Dvorana Ljudski Vrt, Maribor Durata: ? - Spettatori: 50  | Germania    | 3 - 1 | Romania     | 25-17, 22-25, 25-23, 25-17        |
| 25 maggio 2007 Športna Dvorana Ljudski Vrt, Maribor Durata: ? - Spettatori: 500 | Slovenia    | 3 - 1 | Montenegro  | 25-19, 22-25, 26-24, 25-20        |
| 26 maggio 2007 Športna Dvorana Ljudski Vrt, Maribor Durata: ? - Spettatori: 75  | Germania    | 0 - 3 | Serbia      | 18-25, 20-25, 19-25               |
| 26 maggio 2007 Športna Dvorana Ljudski Vrt, Maribor Durata: ? - Spettatori: 50  | Romania     | 0 - 3 | Montenegro  | 10-25, 19-25, 17-25               |
| 26 maggio 2007 Športna Dvorana Ljudski Vrt, Maribor Durata: ? - Spettatori: 500 | Bielorussia | 0 - 3 | Slovenia    | 18-25, 22-25, 23-25               |
| 27 maggio 2007 Športna Dvorana Ljudski Vrt, Maribor Durata: ? - Spettatori: 50  | Serbia      | 3 - 0 | Romania     | 25-18, 25-14, 25-23               |
| 27 maggio 2007 Športna Dvorana Ljudski Vrt, Maribor Durata: ? - Spettatori: 50  | Montenegro  | 1 - 3 | Bielorussia | 22-25, 21-25, 25-21, 21-25        |
| 27 maggio 2007 Športna Dvorana Ljudski Vrt, Maribor Durata: ? - Spettatori: 450 | Slovenia    | 1 - 3 | Germania    | 23-25, 25-20, 22-25, 18-25        |

##### Classifica
| Pos | Squadra     | Pt | G | V | P | SV | SP | Ratio | PF  | PS  | Ratio |
| --- | ----------- | -- | - | - | - | -- | -- | ----- | --- | --- | ----- |
| 1   | Slovenia    | 9  | 5 | 4 | 1 | 13 | 4  | 3.250 | 412 | 371 | 1.111 |
| 2   | Serbia      | 9  | 5 | 4 | 1 | 12 | 5  | 2.400 | 391 | 338 | 1.157 |
| 3   | Bielorussia | 8  | 5 | 3 | 2 | 11 | 7  | 1.571 | 410 | 388 | 1.057 |
| 4   | Montenegro  | 7  | 5 | 2 | 3 | 8  | 9  | 0.889 | 379 | 380 | 0.997 |
| 5   | Germania    | 7  | 5 | 2 | 3 | 6  | 11 | 0.546 | 380 | 397 | 0.957 |
| 6   | Romania     | 5  | 5 | 0 | 5 | 1  | 15 | 0.067 | 300 | 398 | 0.754 |

## Squadre qualificate
- Bulgaria
- Italia
- Slovenia